# Nyassa
El Nyassa fue un vapor de pasajeros portugués, de origen alemán, con 8980 toneladas de desplazamiento, 120 metros de eslora y 14 nudos de velocidad máxima. Había sido concebido para transportar 108 pasajeros de primera clase, 106 de segunda y 1828 de tercera.

## Historia
Fue construido en 1906 y botado con el nombre de Bülow por la compañía naviera alemana Norddeutscher Lloyd en Bremen. Sorprendido en alta mar por el comienzo de la Primera Guerra Mundial en 1914, se refugió en el puerto de Lisboa. En 1916 fue requisado por el gobierno portugués y denominado Trás-os-Montes. En 1925, la empresa privada Companhia Nacional de Navegação lo compró al gobierno y lo rebautizó como Nyassa, nombre que conservará hasta su desguace en 1951.

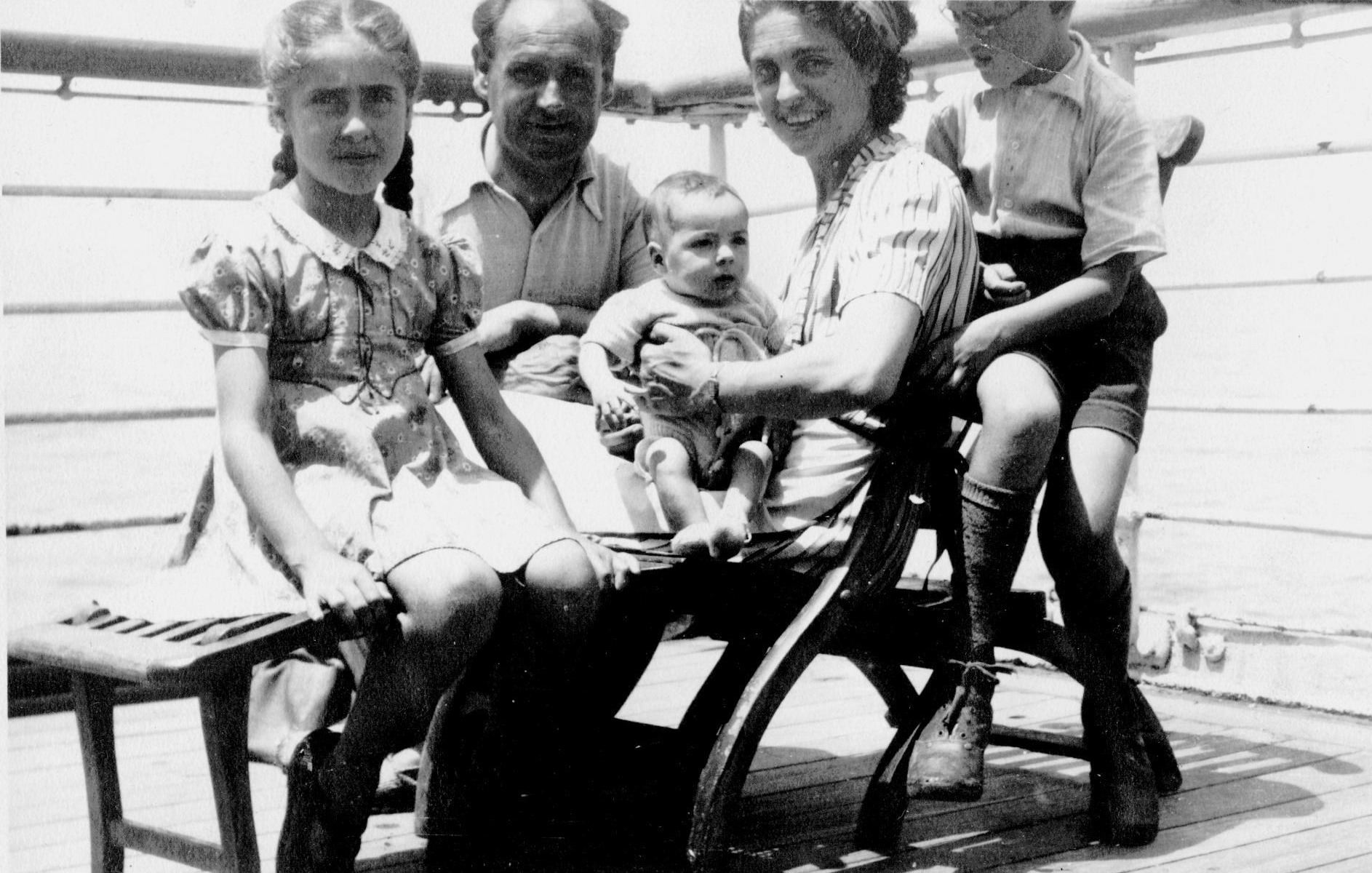
Marcelino Perelló con su mujer, Edelmira, y sus tres hijos a bordo del Nyassa en su viaje a México.

Para calmar a la opinión internacional que acusaba al régimen de Oliveira Salazar de ser cómplice del bando sublevado de la guerra civil española, el Nyassa fue fletado por el gobierno portugués para devolver a la zona republicana a los refugiados republicanos que habían huido de Badajoz antes de ser tomada por las tropas del bando sublevado al mando del teniente coronel Juan Yagüe el 14 de agosto de 1936 y que habían logrado cruzar la frontera portuguesa (y no habían sido devueltos a la zona sublevada por la dictadura salazarista como les había ocurrido a muchos otros). Zarpó de Lisboa a primeras horas del 10 de octubre de 1936 y llegó a Tarragona cuarenta y ocho horas más tarde. En toda la travesía fue escoltado por el contratorpedero portugués Douro. En algunos momentos del viaje la aviación franquista sobrevoló amenazante el navío siguiendo las órdenes del general Franco que quería impedir que «Jefes, Oficiales y Suboficiales huidos de Badajoz al ser ocupada» pasaran a «zona enemiga». El Diari de Tarragona informó que los refugiados habían llegado el día 13 y que entre ellos había mujeres y niños. En total eran 1.435 personas, entre ellas 60 militares, 135 carabineros, 160 mujeres y 50 niños. Las personas más destacadas eran el gobernador civil republicano de Badajoz, Miguel Granados Ruiz, y el coronel Puigdengolas jefe de la guarnición militar republicana que defendió Badajoz. Los refugiados agradecieron así la «fraternal acogida» que habían recibido a su llegada a Tarragona:

Intérpretes del sentir unánime de todos los repatriados procedentes de Portugal, hacemos público el profundo agradecimiento que sentimos por la fraternal acogida que nos dispensó el noble pueblo catalán, que tiene en esta ciudad su más genuina representación en cuanto afecta a sentimientos humanitarios y amor a España, a la España que todos los buenos españoles anhelamos y de la que Cataluña es su más firme puntal. Un abrazo a todos los antifascistas catalanes. ¡Viva Cataluña! ¡Viva la República!

El Nyassa fue contratado por el gobierno de la Segunda República española en el exilio y algunas asociaciones de apoyo a los exiliados republicanos tras su derrota en la guerra civil española, junto con el Flandre, el Mexique, el Ipanema y el Sinaia, para trasladar en 1942 a refugiados republicanos desde la ciudad marroquí de Casablanca hasta Veracruz, en México.